# 南の島症候群
南の島症候群（みなみのしましょうこうぐん）とは、自分が仕事などで成功し、一定の財産を築き上げた場合にはどこか南の島に移住しようという願望を胸に抱きながら、日々の仕事に勤しむことを言う、俗語である。具体的に、沖縄やハワイ、タヒチ、グアムやフィジー、モルディブなどを想定し移住したいと思いながら仕事に勤しむことも含まれるとされている。

## 脚註
1. 1 2  『南の島症候群という言葉があるそうだ』（日本経済新聞　2016年9月17日朝刊１ページ　掲載日に閲覧）
2. ↑  春秋　（日経電子版　2016年9月17日配信　同日閲覧）